# Vitolište
Vitolište (makedonska: Витолиште) är en ort i Nordmakedonien. Den ligger i kommunen Prilep, i den södra delen av landet, 100 kilometer söder om huvudstaden Skopje. Vitolište ligger 809 meter över havet och antalet invånare är 456.